# لیک ورث (فلوریدا)
لیک ورث (به انگلیسی: Lake Worth) شهری در شهرستان پام بیچ ایالت فلوریدا است که در سال ۱۹۱۲ بنیان‌گذاری شده‌است. این شهر طبق سرشماری سال ۲۰۱۰ میلادی، ۳۴٬۹۱۰ نفر جمعیت داشته و مساحت آن نیز ۱۶٫۷ کیلومتر مربع است.